# Novarum Stirpium Decades
Novarum Stirpium Decades (abreviado Nov. Stirp. Dec.) fue una revista con descripciones botánicas que fue editada por el botánico de Austria, numismático, político, y sinólogo, Stephan Ladislaus Endlicher. Fue publicada en el año 1839.